# Public Broadcasting Act
Der Public Broadcasting Act ist ein 1967 verabschiedetes US-Gesetz, das die Grundlage für den öffentlichen Rundfunk in den USA bildet. Nach der Verabschiedung entstanden zahlreiche TV- und Radiostationen als Public Broadcaster. Bis heute senden über 150 TV- und über 800 Radiosender als freie und hörerfinanzierte Institutionen unter dem Public Broadcasting Act.

## Gesetz

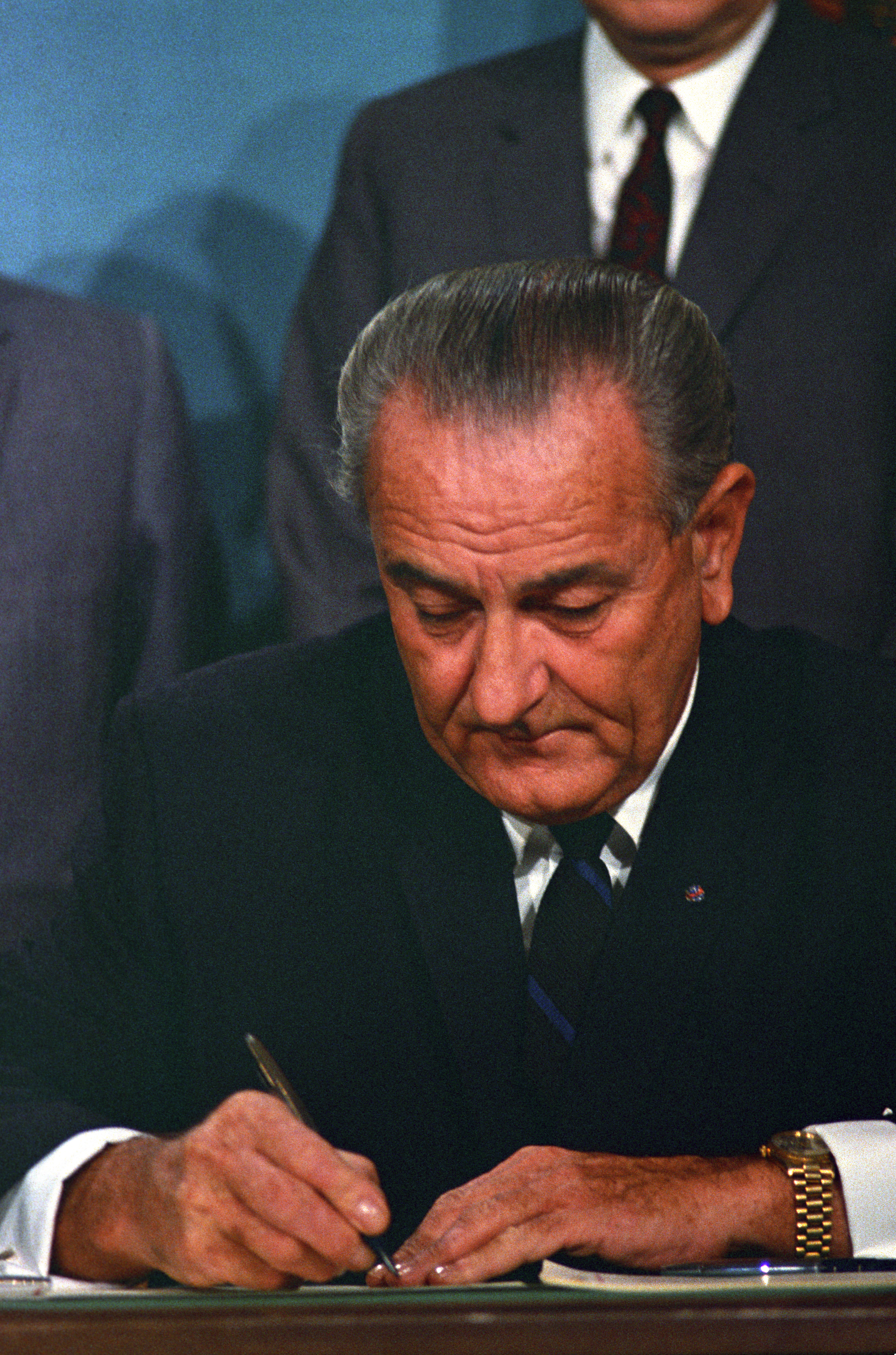
Präsident L.B. Johnson unterzeichnet 1967 den Public Broadcasting Act.

Mit dem Gesetz 47 U.S.C. wurde die Rechtsgrundlage für den öffentlichen Rundfunk in den USA gelegt. Auf seiner Grundlage wurden die Institutionen der Corporation for Public Broadcasting (CPB), das Fernsehnetzwerkes Public Broadcasting Service (PBS) und des Radionetzwerkes National Public Radio (NPR) geschaffen.

## Bedeutung
Die nach dem Gesetz geschaffene CPB fördert lokale Public-Radio-Stationen. Mit ihrer Hilfe sollen die lokalen Sender innovative Programme entwickeln. Ziel ist es, einen nichtkommerziellen Rundfunk im Sinne des öffentlichen Interesses („public interest“) im ganzen Land zu fördern.

## Institutionen
Neben CPB und den US-weiten Programmproduzenten NPR und PBS entstanden in fast allen Bundesstaaten regionale Public-Broadcasting-Gesellschaften. Viele einzelne Radiostationen operieren als sogenannte NPR-Stationen mit Übernahmen des NPR-Programmes.

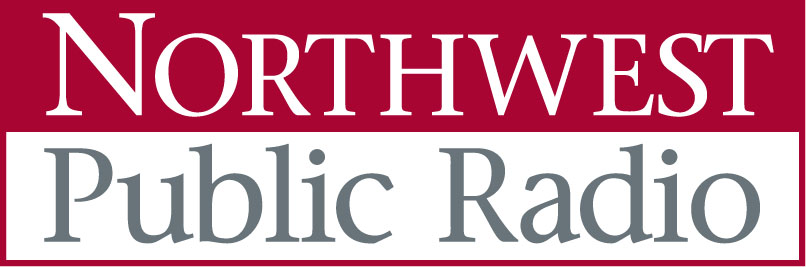
„Northwest Public Radio“-Logo

### Überregionale Netzwerke
- National Public Radio
- Public Radio International
- America Public Media
- Public Broadcasting Service
- Native Voice One
- Pacifica Radio
- Northwest Community Radio Network
- Northeast Public Radio
- World Radio Network
- Public Radio Exchange
- Heartland Public Radio

### Regionale Netzwerke
- Alabama Public Television
- Alabama Public Radio
- Alaska Public Radio Network
- Arkansas Educational Television Network
- California Capitol Network
- CMU Public Radio (Michigan)
- Chicago Public Media
- Connecticut Public Broadcasting (incl. Connecticut Public Radio)
- ETV (South Carolina Public Radio Network)
- Georgia Public Broadcasting
- Georgia Public Radio
- Hawaii Public Radio
- Independent Public Radio (Minnesota)
- Indiana Public Radio
- Iowa Public Radio
- Jefferson Public Radio (Südliches Oregon/Nördliches Kalifornien)
- Kansas Public Radio
- Louisville Public Media
- Minnesota Public Radio
- Nebraska Educational Telecommunication
- North Carolina Public Radio
- Mississippi Public Broadcasting
- New Hampshire Public Radio
- Ohio Public Radio
- Oregon Public Broadcasting
- Puerto Rico Public Broadcasting Corporation
- Prairie Public (North Dakota)
- South Dakota Public Broadcasting (mit South Dakota Public Radio)
- Utah Public Radio
- Vermont Public Radio
- West Virginia Public Broadcasting (mit West Virginia Public Radio)
- Wisconsin Public Radio
- Wyoming Public Radio
- Yellowstone Public Radio